# Workers & Resources: Soviet Republic
Workers & Resources: Soviet Republic – gra komputerowa stworzona przez 3Division Entertainment i wydana przez Hooded Horse 20 czerwca 2024 na platformie Microsoft Windows. Gra jest symulatorem budowy miasta z elementami gry strategicznej i ekonomicznej osadzonym w realiach sowieckiego państwa w czasach zimnej wojny.
Wczesny dostęp gry otrzymał w większości pozytywne oceny. Gracze docenili unikatową tematykę tytułu oraz jego realizm.

## Rozgrywka
Rozgrywka polega na rozbudowie fikcyjnego radzieckiego państwa i stawia na wysoki realizm. Zadaniem gracza jest budowa dróg, mieszkań, restauracji, szkół, elektrowni, fabryk, kopalni, oczyszczalni ścieków, kompleksów przemysłowych i innej infrastruktury potrzebnej do funkcjonowania miasta. Poza stawianiem budynków gra jest mocno skupiona także na innych elementach jak np. doprowadzenie wody i prądu do miasta poprzez prowadzenie rur i połączeń elektrycznych pomiędzy budynkami. W grze należy także dostarczać odpowiednie surowce i produkty jak żywność, odzież czy chemikalia potrzebne do funkcjonowania wielu budynków poprzez ich import, bądź wewnętrzną produkcję przy wykorzystaniu odpowiedniej infrastruktury. Gracz musi także tworzyć różne połączenia i trasy dla pojazdów jak śmieciarki, samochody dostawcze czy komunikacja miejska. Jednym z celów gry jest również stworzenie sprawnej gospodarki poprzez sprzedaż produkowanych dóbr. Gracz musi także dbać o potrzeby mieszkańców.

## Historia
Gra jest tworzona przez słowackie studio 3Division i została wydana przez Hooded Horse na system operacyjny Windows na zasadach wczesnego dostępu, w którym początkowo miała się znajdować do 14 miesięcy, a w późniejszym czasie do dwóch lat. Ostatecznie twórcy gry końcem roku 2023 ogłosili, że data premiery jej pełnej wersji planowana jest na 2024 oraz wypuścili kolejny zwiastun. Gra przez pewien okres czasu na początku roku 2023 w wyniku sądowego sporu pomiędzy jednym z graczy a studiem 3Division została zdjęta ze sprzedaży na platformie Steam. Gra opuściła wczesny dostęp 20 czerwca 2024. Wydana została wersja 1.0 razem z wieloma aktualizacjami oraz nowym zwiastunem.

## Odbiór
Gra pomimo faktu, że znajduje się we wczesnym dostępie otrzymała już kilka recenzji, które w większości były pozytywne. Do 25 stycznia 2024 na platformie Valve gra posiadała 92% pozytywnych opinii z 14 tysięcy. Graczom przypadła do gustu tematyka socjalistycznego państwa oraz spory realizm rozgrywki i duże wymagania w planowaniu miasta, które zostały uznane za coś, co wyróżnia grę wśród innych konkurencyjnych gier o tej samej tematyce. Minusem gry, który dostrzegli gracze jest skomplikowana rozgrywki i fakt, że przed rozpoczęciem gry należy nauczyć się jak grać a podczas rozgrywki należy wszystko starannie planować. Za minus również uważa się sposób stawiania budynków czy grafikę.